# Реакція Бешама
Відновлення за Бешамом (або реакція Бешама ) — хімічна реакція, в ході якої  ароматичні нітросполуки перетворюються на відповідні аніліни, з використанням заліза як відновника: 
4 C6H5NO2  +  9 Fe  +  4 H2O   →   4 C6H5NH2  +  3 Fe3O4 
Довгий час реакція була основним шляхом синтезу аніліну, поки не був запроваджений кращий метод — каталітичне гідрування. Проте цей метод все ще використовується, зокрема, у фарбувальній промисловості та для виробництва пігментів оксиду заліза.

## Історія реакції
Реакцію вперше провів 1854 року французький хімік і фармацевт Антуан Бешам для відновлення нітронафталіну і нітробензолу до нафтиламіну і аніліну відповідно. Цей недорогий метод виробництва анілінових барвників дозволив Вільяму Генрі Перкіну започаткувати промисловість синтетичних барвників. Найголовніша перевага цього методу — низька вартість процедури. Основним недоліком є велика кількість стічних вод, які викликають серйозні забруднення навколишнього середовища. 
Незважаючи на появу нових методів, зокрема каталітичного гідрування, відновлення за Бешамом широко застосовується для ароматичних нітросполук. Одна з переваг методу полягає в тому, що ароматичні та подвійні зв’язки в процесі синтезу не гідрогенізуються. Однак аліфатичні нітросполуки важче відновити, вони часто залишаються у вигляді гідроксиламіну. У той же час третинні аліфатичні нітросполуки з хорошими виходами перетворюють на аміни за допомогою відновлення Бешама.   
Відновлення проходить багатоступінчасто. Спочатку нітрогрупа відновлюється до нітрозогрупи, яка піддається гідруванню до гідроксиламіногрупи перед подальшим відновленням до аміну. 